# Super Mario 64
Super Mario 64 és un videojoc per la videoconsola Nintendo 64 llançat el juny del 1996 al Japó, el setembre del mateix any als Estats Units, i el març del 1997 a Europa.
Considerat com un dels jocs de videoconsola més importants de la història (tant per les excel·lents crítiques dels mitjans especialitzats i majoria d'usuaris, com per la seva importància en definir els jocs de plataformes en 3D), fou llençat junt amb la Nintendo 64, sent un dels dos únics jocs (juntament amb Pilotwings 64) que acompanyaren la sortida de la màquina de Nintendo el dia del llançament japonès, el 23 de juny de 1996.
Va ser un dels primers jocs de plataformes en tres dimensions i va marcar tendència en la creació de videojocs en 3D, sobretot gràcies a les possibilitats tan dinàmiques de moure la càmera en totes les direccions.
La Nintendo DS va rebre una versió del joc, anomenat Super Mario 64 DS, l'any 2004, i ha estat portat a altres consoles des de llavors, tant de manera oficial -en els serveis de consola virtual de Wii, Wii U i Nintendo Switch- com no oficial, després que la comunitat treballés en una decompilació per enginyeria inversa a llenguatge C. Arribant a vendre fins a 11 milions de còpies a data de 2015, ha rebut una atracció de culte, inspirant als fans a desenvolupar múltiples jocs i modificacions, speedruns i teories sobre aspectes ocults del joc.
El 3 d'octubre de 2022, el col·lectiu de Projecte 'Ce Trencada' va traduir de manera comunitària i no oficial el joc i el tràiler original en català.

## Argument
La història del Super Mario 64 té el Castell de la Princesa Peach i el seu jardí com escenari principal. Per a accedir a la gran majoria de pantalles cal saltar amb Mario als quadres que hi ha penjats en diferents sales. El joc comença amb una carta de la princesa que invita a Mario al castell per a tastar un pastís que ha fet per a ell. Tanmateix, Mario descobreix en arribar que Bowser ha envaït el castell i ha empresonat la princesa fent servir el poder dels 120 estels del castell. Aquestos estels estan amagats en altres mons als quals s'accedeix pels quadres penjats en les diferents sales del castell i, en arribar a aconseguir un mínim de 60 estels, Mario aconsegueix prou d'energia per a obrir el món on s'amaga Bowser i alliberar la princesa, que li ofereix el pastís que li havia preparat com agraïment.